# Polymestor

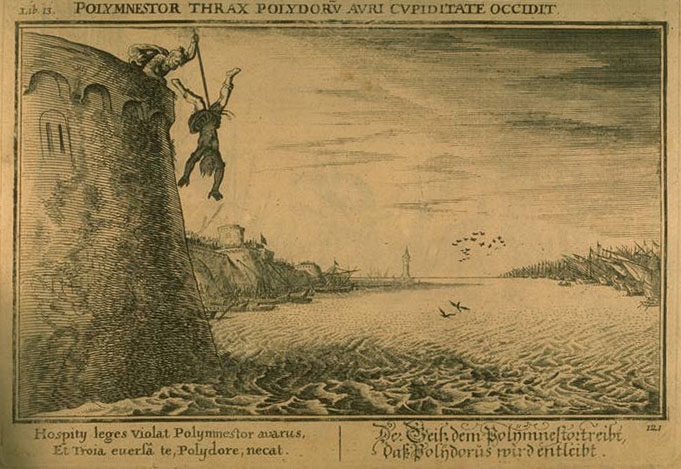
Polymnestor giết chết Polydorus. Bức họa của Bauer in trong tác phẩm Metamorphoses của Ovid.

Trong thần thoại Hy Lạp, Polymestor hay Polymnestor (tiếng Hy Lạp cổ: Πολυμ(ν)ήστωρ) là vua của người Biston thành Thrace. Polymestor xuất hiện trong vở kịch Hecuba của Euripides và trong tác phẩm "Hecuba, Polyxena và Polydorus" của Ovid. Polymestor cũng là tên của một vị vua Hy Lạp thành Arcadia.

## Gia đình
Polymestor kết hôn với Ilione, con gái cả của vua Priam  và hoàng hậu Hecuba thành Troy. Hai người chỉ có với nhau một người con trai là Deipylus.

## Thần thoại
Trong khoảng thời gian xảy ra chiến tranh thành Troy, vua Priam lo sợ cho tính mạng của người con trai út Polydorus  vì anh không thể tự chiến đấu bảo vệ bản thân mình. Priam gửi đi người con trai, với những món quà trang sức và vàng tới triều đình vua Polymestor, hi vọng ông có thể bảo vệ Polydorus khỏi cuộc chiến tranh. Sau khi thành Troy thất thủ, Polymestor phản bội vua Priam. Ông ta ném Polydorus xuống đại dương chỉ để giữ số của cải đó cho riêng mình.
Mẹ của Polydorus là hoàng hậu Hecuba tìm thấy thi thể con trai và phát hiện ra chân tướng sự việc. Bà yêu cầu vị tướng Agamemnon giải Polymestor tới chỗ bà. Agamemnon nghe theo vì khi đó ông có tình cảm với công chúa Cassandra, một người con khác của Hecuba. Hecuba dụ Polymestor bằng tiền vàng và của cải. Bà ra lệnh cho những người phụ nữ khác ở thành Troy phải giết con trai của Polymestor, rồi bà dùng thủ đoạn làm mù mắt ông. Polymestor sau đó bị những nữ nô lệ sỉ nhục vì ông bị mù và không còn có con. Agamemnon đưa ra cho Polymestor thử thách phải chống đối lại Hecuba. Polymestor tuyên bố đã giết Polydorus để liên minh với quân Hy Lạp trước khi ông ta có thể trả thù cho cha và những anh em của mình. Nhưng Hecuba bác bỏ lời ngụy biển của ông, bà nói người Hy Lạp không bao giờ liên minh với những người độc ác. Agamemnon đứng về phía Hecuba và tuyên bố hành động của Polymestor chính là tội giết người. Agamemnon ra lệnh cho binh lính bắt giữ Polymestor. Khi bị giải đi, Polymestor tiên đoán về cái chết của Cassandra, con gái của Hecuba và Agamemnon sau này.